# Marynarka Wojenna (II RP)

Bandera wojenna z lat 1919-1930

Marynarka Wojenna II RP – jeden z dwóch, obok wojska, jak ówcześnie nazywano wojska lądowe, rodzajów Sił Zbrojnych II Rzeczypospolitej Polskiej. Rozwiązana 31 marca 1947 roku w Wielkiej Brytanii.
Od 1928 roku Marynarka Wojenna swoje święto obchodziła 10 lutego.

## Formowanie Marynarki Wojennej
W listopadzie 1918 roku Polska składała się z niecałej Kongresówki i zachodniej części Galicji. Wizja dostępu do morza, jak i tworzenia własnej marynarki wojennej, była jeszcze niepewna. Jednak już w listopadzie pierwsze rozkazy związane z tworzeniem polskiej marynarki wojennej wydał gen. Tadeusz Rozwadowski. Komendę nad powracającymi do kraju marynarzami oddał pułkownikowi marynarki wojennej Bogumiłowi Nowotnemu, który w dniach 8-10 listopada przejął od Niemców Flotę Wiślaną. W wyniku tych działań powstał zalążek polskiej marynarki wojennej. Po 28 listopada 1918 roku Naczelnik Państwa Józef Piłsudski powołał do życia swoim opublikowanym w Monitorze Polskim rozkazem „Marynarkę Polską”, mianując jednocześnie pułkownika marynarki Bogumiła Nowotnego szefem Sekcji Marynarki Wojennej przy Ministerstwie Spraw Wojskowych. W Modlinie sformowano pierwsze jednostki: Flotyllę Rzeczną, Oddział Zapasowy Marynarzy i Batalion Morski. W skład jednostek weszli marynarze z byłych flot zaborczych. Polską marynarkę budowali oficerowie w 72% z zaboru rosyjskiego, 6% z zaboru niemieckiego i 22% z zaboru austriackiego. Stwarzało to duże trudności w nazewnictwie i procedurach. Język fachowy stworzył weteran Floty Austro-Węgierskiej kpt. mar. Antoni Ledóchowski.
W grudniu przystąpiono do tworzenia Flotylli Wiślanej z pozostawionego przez Niemców sprzętu pływającego, a w kwietniu 1919 roku Flotylli Pińskiej na rzece Pinie z łodzi i motorówek poniemieckich. Flotylla powstała z połączenia flotylli w Krakowie oraz Flotylli w Warszawie i w Modlinie. Pierwszym dowódcą Flotylli Pińskiej był por. mar. J. Giedroyć. 11 marca 1919 roku do dymisji podał się komandor Nowotny, a dymisja została przyjęta przez Piłsudskiego, który wymusił ją z powodu buntu marynarzy w Twierdzy Modlin. W połowie 1919 roku na szefa Departamentu dla spraw Morskich został wyznaczony wiceadmirał Kazimierz Porębski z marynarki rosyjskiej. W Międzynarodowej Komisji ds. żeglugi na Odrze Polskę po I wojnie światowej reprezentował admirał Napoleon Louis-Wawel, przybyły z Cesarsko-Królewskiej Floty Austro-Węgier.
Traktat wersalski przyznał Polsce ponad 140 km wybrzeża z małymi portami w Helu i Pucku. Ten drugi stał się bazą rodzącej się polskiej Marynarki Wojennej i bazowania dwóch pierwszych okrętów  wojennych: motorówki inspekcyjnej ORP "Wisła"oraz okrętu hydrograficznego ORP „Pomorzanin”, kupionego prywatnie przez komandora Józefa Unruga (państwo Polskie nie miało jeszcze wtedy „osobowości prawnej”).

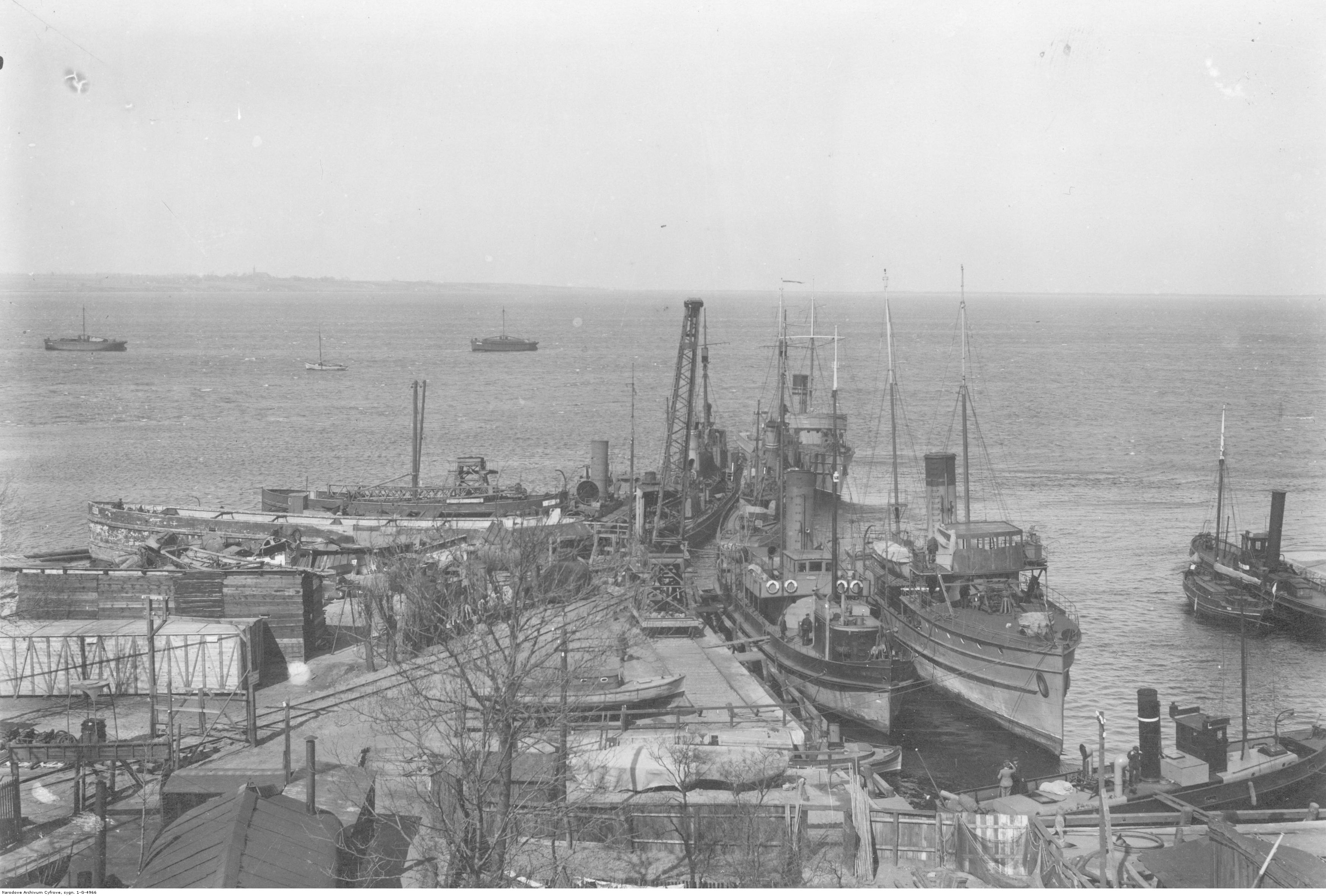
Port w Pucku w pierwszej połowie lat 20. Widoczne: okręt hydrograficzny ORP „Pomorzanin”, kanonierki ORP „Komendant Piłsudski”, ORP „Generał Haller” i holownik „Krakus”

Marynarze czynnie uczestniczyli w kształtowaniu granic wolnej Rzeczypospolitej, m.in. w wojnie polsko-bolszewickiej z lat 1919-1920. Pierwsze działania wojenne podjęły uzbrojone jednostki pływające Flotylli Pińskiej w dorzeczu rzeki Prypeć już w 1919 roku. Zajmowały się one dostarczaniem zaopatrzenia dla wojsk polskich, a w maju 1919 roku stoczyły pierwszą potyczkę z jednostkami nieprzyjaciela. 3 lipca 1919 pod Horodyszczem współdziałały z wojskami gen. A. Listowskiego w ofensywie na Łuniniec. W kwietniu 1920 jednostki Flotylli Pińskiej (polski statek uzbrojony „Pancerny” oraz kilka motorówek) stoczyły z 6 uzbrojonymi statkami sowieckimi największą, zwycięską bitwę pod Czarnobylem. Jeden statek sowiecki został zatopiony, 2 prawdopodobnie uszkodzone, a kolejny wraz z kilkoma jednostkami transportowymi zdobyty. Na lądzie walczyło z wojskami bolszewickimi ok. 2,5 tys. marynarzy z Pułku Morskiego, Flotylli Pińskiej i Wiślanej. Wojna polsko-bolszewicka była regresem rozwijającej się Marynarki Wojennej. W czasie ofensywy sowieckiej 20 sierpnia 1920 roku Flotylla Pińska została rozwiązana, a jej statki zatopione. W tym samym roku, z inicjatywy kapitana A. Mohuczego, Batalion Morski został przeformowany w Pułk Morski pod dowództwem kapitana Konstantego Jacynicza. Formowano go na bazie kadry Marynarki Wojennej z Torunia, Batalionu Morskiego z Pucka i Specjalistów Morskich z Modlina.
Dowódcami batalionów byli: 1 – kpt. mar. Antoni Wąsowicz, 2 – kpt. mar. Adam Mohuczy, 3 – kpt. mar. Włodzimierz Steyer. Pułk Morski nigdy nie walczył całością sił. Do akcji batalionu Pułku wchodziły oddzielnie w różnym czasie i odległych od siebie rejonach. 1 Batalion Morski walczył pod Ostrołęką, 2 Batalion Morski z Modlina pod dowództwem kapitana Konstantego Jacynicza wraz z generałem J. Hallerem w dniu 10 lutego 1920 zaślubił Polskę z Bałtykiem, wrzucając platynowy pierścień na znak przynależności Polski do Bałtyku i Bałtyku do Polski (w lutym 1920 na teren Pomorza wkroczył wraz z wojskiem polskim gen. Józef Haller, dowódca Frontu Pomorskiego). 2 Batalion uczestniczył w krwawych walkach pod Grodnem i Białymstokiem. 3 Batalion udziału w walkach nie brał. Pułk Morski został rozwiązany jesienią 1920.
Obsada personalna najważniejszych stanowisk służbowych w Marynarce Wojennej w 1922 roku
- szef Kierownictwa Marynarki Wojennej – wiceadm. Kazimierz Porębski
- szef Służby Technicznej Marynarki Wojennej – gen. bryg. Tadeusz Bobrowski
- dowódca Floty i Komodor – kmdr Jerzy Świrski
- szef sztabu Dowództwa Floty – kmdr por. Józef Unrug
- inspektor flotylli rzecznych – kmdr Otton Metzger
- dowódca Flotylli Wiślanej – kmdr por. Władysław Blinstrub
- dowódca Flotylli Pińskiej – kpt. por. mar. Marian Wolbek
- dowódca Dywizjonu Torpedowców – kmdr por. Edward Sadowski
- dowódca Dywizjonu Ćwiczebnego – kmdr por. Jan Stankiewicz
- dowódca Oficerskiej Szkoły Marynarki Wojennej – kmdr ppor. Adam Mohuczy
- dowódca Szkoły Specjalistów Morskich – kmdr ppor. Karol Korytowski
- dowódca Kadry Marynarki Wojennej – kmdr ppor. Józef Czechowicz
- komendant Portu Wojennego Gdynia – kmdr Witold Panasewicz
- komendant Portu Wojennego Modlin – kmdr por. Xawery Czernicki

Do 1926 roku w jej skład wchodziły: 2 kanonierki („Komendant Piłsudski” i „Generał Haller”), 4 trałowce („Jaskółka”, „Mewa”, „Rybitwa” i „Czajka”), 5 torpedowców („Mazur”, „Krakowiak”, „Ślązak”, „Podhalanin” i „Kujawiak”), 4 monitory rzeczne („Warszawa”, „Toruń”, „Pińsk” i „Horodyszcze”), 2 transportowce („Warta” i „Wilia”), okręt hydrograficzny („Pomorzanin”), okręt-baza nurków („Nurek”), 3 holowniki („Krakus”, „Wanda” i „Sokół”). Przewidywano dalszy rozwój floty wojennej.

### Pokojowa organizacja Marynarki Wojennej w 1924
- Kierownictwo Marynarki Wojennej
  - Dowództwo Floty
    - dywizjon torpedowców
    - dywizjon ćwiczebny

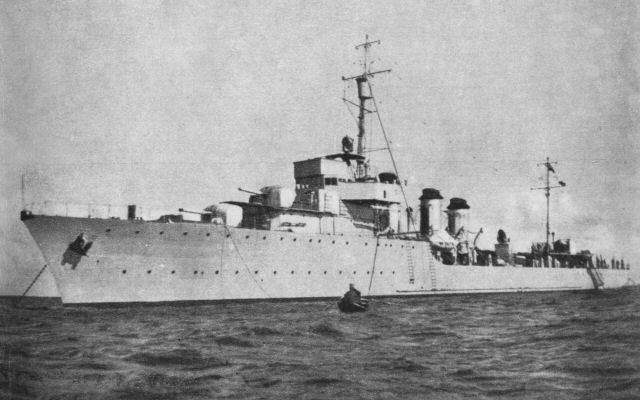
ORP „Wicher”

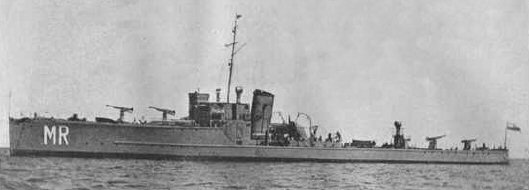
ORP „Mazur”

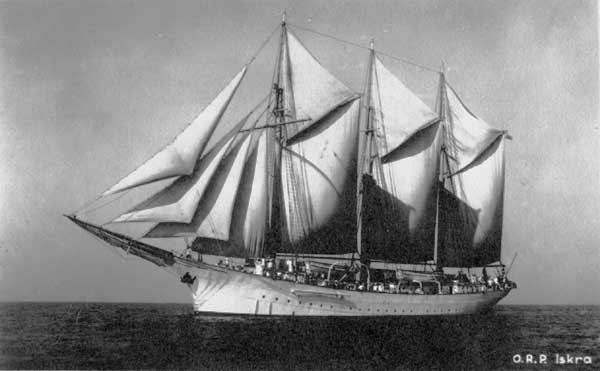
ORP „Iskra”

    - eskadra szkolna lotnictwa morskiego
    - Komenda Portu Wojennego Gdynia

  - Dowództwo Flotylli Wiślanej
    - dywizjon monitorów
    - 1 grupa kutrów uzbrojonych
    - 2 grupa kutrów uzbrojonych
    - Komenda Portu Wojennego Toruń
    - Komenda Portu Wojennego Modlin

  - Dowództwo Flotylli Pińskiej
    - grupa statków pancernych
    - 1 grupa kutrów uzbrojonych
    - 2 grupa kutrów uzbrojonych
    - Komenda Portu Wojennego Pińsk

  - Oficerska Szkoła Marynarki Wojennej
  - Szkoła Specjalistów Morskich
  - Kadra Szeregowych Floty
  - Centralne Składy Techniczne

## Rozbudowa sił morskich
Pierwszy program rozbudowy floty opracowano już na początku 1920. Przewidywał on nabycie lub budowę do końca 1929: 2 okrętów liniowych, 6 krążowników, 28 kontrtorpedowców, 42 okrętów podwodnych, 3 podwodnych stawiaczy min, 28 trałowców, 54 kutrów torpedowych, 14 jednostek pomocniczych, ponad 80 jednostek rzecznych i ponad 70 samolotów. Ponieważ okazał się on dalece nierealny, nie uzyskał aprobaty Ministerstwa Spraw Wojskowych i na stałe trafił do archiwum.
Pierwszymi okrętami morskimi były otrzymane w 1921 w wyniku podziału byłej floty niemieckiej małe torpedowce: „Kaszub”, „Mazur”, „Krakowiak”, „Kujawiak”, „Ślązak” i „Góral” (przemianowany na „Podhalanina”). W latach 1920–1921 sprowadzono je do kraju i wyremontowano. Ponadto zakupiono w Finlandii 2 kanonierki o wyporności 342 t każda: „Komendant Piłsudski” i „Generał Haller”, 4 trałowce o wyporności 150 t każdy: „Czajka”, „Jaskółka”, „Mewa” i „Rybitwa”, a w Gdańsku 4 monitory rzeczne, okręt hydrograficzny „Pomorzanin” i kilka motorówek. W 1922 ukształtowała się Marynarka Wojenna jako samodzielny rodzaj Sił Zbrojnych. Na czele stało Kierownictwo MW.
Połowa lat 20. przyniosła złożenie zamówień we Francji na dwa kontrtorpedowce i trzy okręty podwodne. W latach 30. rozpoczęto budowę nowych okrętów we Francji (stawiacza min), Anglii (dwóch kontrtorpedowców) i Holandii (dwóch okrętów podwodnych). Nie pozostawał bez zamówień przemysł rodzimy. Wybudowano 6 trałowców oraz przygotowywano się do budowy dwóch kontrtorpedowców. Kierownictwo Marynarki w osobach wiceadmirała Kazimierza Porębskiego, kontradmirała Jerzego Świrskiego i kontradmirała Józefa Unruga rozpoczęło rozwój infrastruktury lądowej Marynarki Wojennej. Powstała główna baza Polskiej Marynarki Wojennej w Gdyni z nowoczesnym portem, baza pomocnicza na Helu oraz jednostki piechoty, artylerii, logistyczne, specjalistyczne i inne. Utworzone zostało Lotnictwo Marynarki Wojennej. Jego twórcą był komandor Karol Trzasko-Durski. Samoloty Morskiego Dywizjonu Lotniczego bazowały w Pucku. W 1924 został opracowany projekt lądowej organizacji obrony wybrzeża, oparty na rozbudowie systemu fortyfikacji i artylerii dużych kalibrów z głównym punktem obrony na Helu. Plan przewidywał tylko obronę pasa nabrzeżnego w oderwaniu od położenia operacyjnego wojsk Okręgów korpusów.
31 marca 1930 roku, zarządzono nowy podział jednostek pływających we flocie. Zarządzenie weszło w życie następnego dnia, 1 kwietnia 1930 roku. Zlikwidowano wtedy między innymi Dywizjon Torpedowców. Wtedy w skład Dywizjonu Szkolnego Floty weszły: torpedowce OORP „Mazur”, „Ślązak” i „Kujawiak”, okręt broni podwodnej ORP „Generał Sosnkowski”, holownik „Lech”, motorówka nurkowa „Nurek” oraz hulk ORP „Bałtyk”. Utworzono wtedy także Dywizjon Minowców na bazie Dywizjonu Ćwiczebnego w składzie: minowce OORP „Jaskółka”, „Czajka” i „Rybitwa”, kanonierki OORP „Komendant Piłsudski” i „Generał Haller”, torpedowce OORP „Krakowiak” i „Podhalanin”. Bez przydziału do Dywizjonów pozostały: transportowiec ORP „Wilia”, okręt hydrograficzny ORP „Pomorzanin” i żaglowiec szkolny ORP „Iskra”. 
W latach 1930–1932 do służby weszły zamówione we Francji dwa nowoczesne niszczyciele: „Wicher” i „Burza”, oraz trzy okręty podwodne: „Ryś” (pierwszy okręt podwodny w polskiej marynarce), „Wilk” i „Żbik”. W latach 1935–1938 zbudowano w kraju 6 małych trałowców, którym nadano imiona złomowanych trałowców poniemieckich oraz „Żuraw” i „Czapla”. W 1937 roku przybyły do Polski zamówione w Anglii dwa duże niszczyciele: „Grom” i „Błyskawica”, a w 1938 roku zbudowany we Francji stawiacz min „Gryf” i dwa duże okręty podwodne: „Sęp” i „Orzeł” oraz samoloty rozpoznawcze. W 1928 sformowano morski dyon artylerii 75 mm w składzie 4 baterii po 2 działa, dyslokowany koło Gdyni. W 1935 sformowano morski dyon 75 mm artylerii plot. do obrony Helu. W 1931 sformowano w Gródku Jagiellońskim morski batalion strzelców przeniesiony do Wejherowa, jako element lądowej obrony wybrzeża.
W 1936 roku, kiedy przystąpiono do realizacji planu modernizacji i rozbudowy wojska, Marynarka Wojenna posiadała już dość znaczny potencjał bojowy. Składały się nań: dywizjon kontrtorpedowców („Wicher” i „Burza”), dywizjon okrętów podwodnych („Wilk”, „Ryś”, „Żbik”) oraz torpedowiec „Kujawiak” i 2 okręty pomocnicze „Sławomir Czerwiński”) i „Smok”, dywizjon minowców (kanonierki: „Komendant Piłsudski” i „Generał Haller” oraz trałowce: „Jaskółka”, „Mewa”, „Czajka” i „Rybitwa”), zespół okrętów wydzielonych (okręty pomocnicze: „Wilia”, „Iskra” i „Pomorzanin”).
Centrum Wyszkolenia Specjalistów Floty posiadało 5 okrętów (okręt pomocniczy „Bałtyk” i torpedowce: „Mazur”, „Ślązak”, „Krakowiak” i „Podhalanin”).
Dowództwu Floty podlegały ponadto: morski dywizjon lotniczy (25 wodnopłatowców), morski batalion strzelców, morski dywizjon artylerii przeciwlotniczej (8 dział 75 mm).
Siły obronne na Helu to: dywizjon artylerii przeciwlotniczej (6 dział 75 mm) i dywizjon artylerii nadbrzeżnej (4 działa 152 mm i 6 dział 100-105 mm).
Flota dysponowała ponadto kompanią łączności i oddziałem minowym (okręt pomocniczy „Smok” i 3 krypy minowe).
Rozbudowano też flotyllę rzeczną w Pińsku (2 monitory rzeczne, 2 kanonierki, 5 uzbrojonych statków rzecznych i 3 uzbrojone kutry rzeczne). Tuż przed wojną został utworzony Oddział Wydzielony „Wisła” operujący na Wiśle, podobny do Flotylli Pińskiej.
W wyniku realizacji planu rozbudowy sił morskich flota wojenna miała się składać z 6 niszczycieli, 8 okrętów podwodnych, jednego stawiacza min, 8 trałowców, 3 ścigaczy oraz ww. okrętów wojennych i pomocniczych. W ciągu 20 lat powstała silna flota wojenna.

### Pokojowa organizacja Marynarki Wojennej 1 sierpnia 1939
- Kierownictwo Marynarki Wojennej
  - Dowództwo Floty
    - Dywizjon Kontrtorpedowców
    - Dywizjon Okrętów Podwodnych
    - Morski Dywizjon Lotniczy

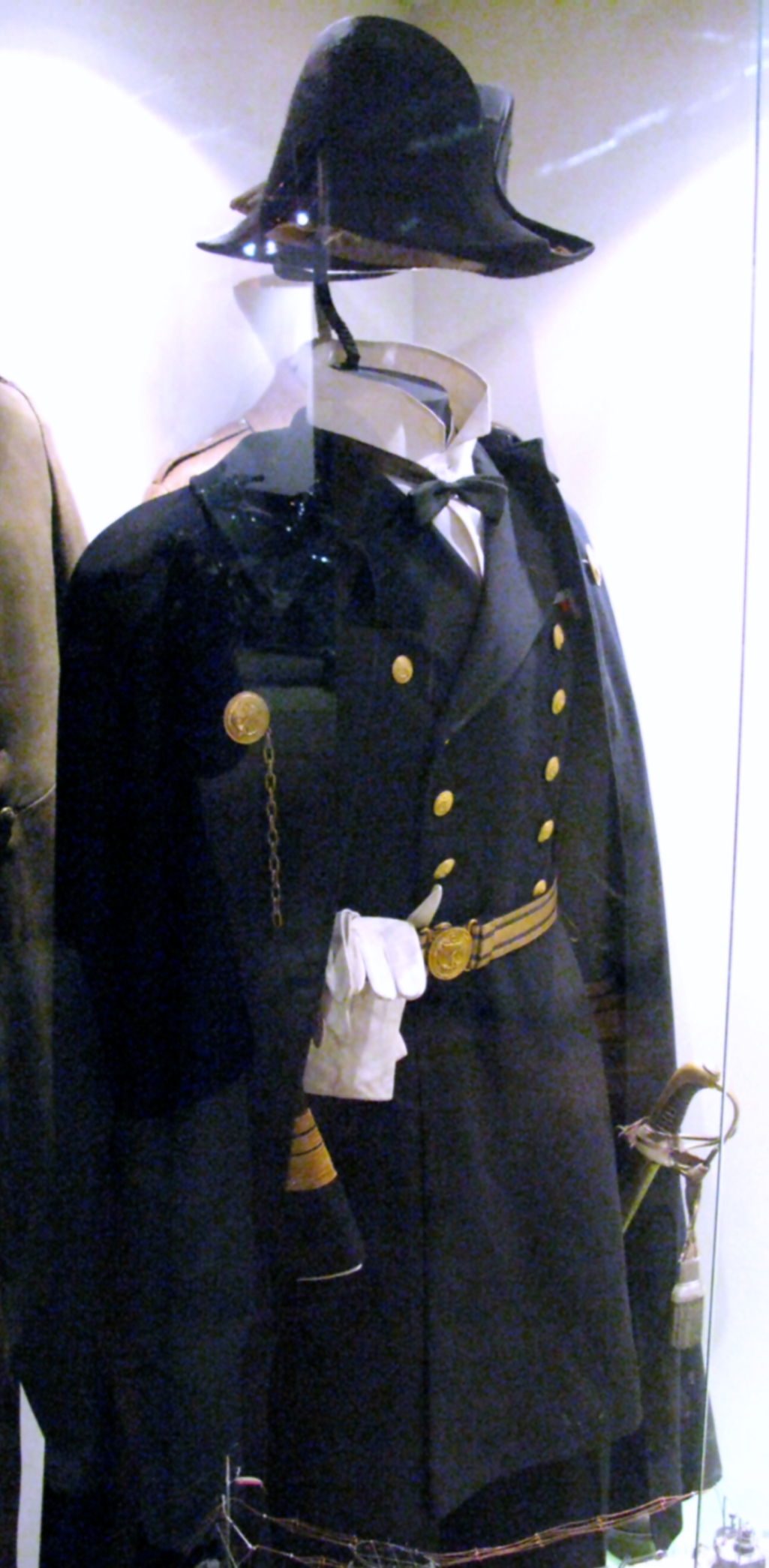
Mundur galowy komandora porucznika Marynarki Wojennej II RP

    - Dowództwo Morskiej Obrony Wybrzeża
      - Dywizjon Minowców
      - Okręty Wydzielone
        - ORP Gryf
        - ORP Wilia
        - ORP Iskra
        - ORP Pomorzanin
        - ORP Nurek

    - Centrum Wyszkolenia Specjalistów Morskich
      - ORP Bałtyk
      - ORP Mazur

    - Dowództwo Rejonu Umocnionego Hel
      - Kapitanat Portu
      - Dywizjon Artylerii Nabrzeżnej
      - 2 Morski Dywizjon Artylerii Przeciwlotniczej
      - Baon KOP „Hel”

    - Dowództwo Lądowej Obrony Wybrzeża
      - Morska Brygada Obrony Narodowej
      - 1 Morski Baon Strzelców Wejherowo
      - 2 Morski Baon Strzelców Gdynia
      - 1 Morski Dywizjon Artylerii Przeciwlotniczej Gdynia

    - Komenda Portu Wojennego Gdynia
    - Morski Dywizjon Żandarmerii
    - Komendant Wojskowej Składnicy Tranzytowej na Westerplatte

  - Flotylla Rzeczna MW
  - Główna Składnica Marynarki Wojennej
  - Komisja Nadzoru Budowy Nowych Okrętów
  - Szkoła Podchorążych Marynarki Wojennej
  - Kursy Doskonalenia Oficerów

## Wojna obronna 1939
1 września 1939 Marynarka Wojenna RP miała 4 niszczyciele: OORP „Burza”, „Wicher”, „Grom” i „Błyskawica”, 5 okrętów podwodnych: OORP „Wilk”, „Ryś”, „Sęp”, „Orzeł” i „Żbik”, jeden stawiacz min „Gryf”, 6 trałowców: OORP „Jaskółka”, „Mewa”, „Rybitwa”, „Czajka”, „Czapla” i „Żuraw”, 2 kanonierki: OORP „Generał Haller” i „Komendant Piłsudski” oraz kilkadziesiąt jednostek szkolnych, specjalnych i  pomocniczych. 30 sierpnia wyszły z Gdyni i wzięły kurs na Wielką Brytanię niszczyciele: „Grom”, „Błyskawica” i „Burza”. Polska Marynarka, choć o wiele słabsza, stawiała opór Niemcom. 1 września okręty polskie w Zatoce Gdańskiej stoczyły walki z samolotami Luftwaffe. 3 września niszczyciel „Wicher”, stawiacz min „Gryf” i bateria artylerii nabrzeżnej na Helu stoczyły zwycięski bój z dwoma niszczycielami niemieckimi, lekko uszkadzając jeden. Małe okręty nawodne broniły wybrzeża do 15 września. Okręt podwodny „Orzeł” został internowany od 15-18 września w Tallinnie. Po brawurowej ucieczce z Tallinna bez map, kodów i torped opuścił wody Bałtyku i przedarł się do Anglii, gdzie dotarł 7 października. Blokadę niemiecką przerwał także okręt podwodny „Wilk”. Flotylla Pińska weszła w skład Samodzielnej Grupy Operacyjnej „Polesie” gen. F. Klebeerga jako jej odwód. Pododdziały piesze Flotylli zamknęły przeprawy przez Jasiołdę i Prypeć w celu zamknięcia możliwości przedostania się Niemców na wschód od Pińska. Okręty po obronie z następującymi Sowietami, zostały zatopione przez polskich marynarzy. Spieszone załogi walczyły w składzie SGO „Polesie”, m.in. w bitwie pod Kockiem 5 października. Flotylla Wiślana (jako Oddział Wydzielony Rzeki Wisły) w okresie 1-9 września brała udział w działaniach bojowych. Nie odegrała jednak większej roli ze względu na szczupłe siły i bardzo niski stan wody Wisły. Zgodnie z rozkazem dowódcy Flotylli, 9 września zatopiono jednostki pływające pod Duninowem i Płockiem. Spieszone pododdziały Flotylli brały udział w walkach w ramach Armii Pomorze.
Podczas kampanii wrześniowej w 1939 polska Obrona Wybrzeża nie miała szans nawiązania równorzędnej walki z przeważającą armią niemiecką. Większość okrętów została zatopiona lub zdobyta, dwóm udało się przedostać do Wielkiej Brytanii, a trzy okręty podwodne zostały internowane w Szwecji. Marynarze broniący Półwyspu Helskiego poddali się 2 października jako jeden z ostatnich punktów obrony w kraju.
We wrześniu 1939 Polska Marynarka Wojenna straciła stawiacz min „Gryf”, niszczyciel „Wicher”, 6 trałowców, 2 kanonierki, 8 pływających jednostek pomocniczych. Okręty podwodne; „Sęp”, „Ryś” i „Żbik” zostały internowane w Szwecji. Okręty, które wcześniej opuściły Bałtyk, i okręty podwodne, które przerwały blokadę, stanowiły zalążek Polskiej Marynarki Wojennej na Zachodzie.

## Udział Polaków w walkach na Morzu Północnym
Polskie niszczyciele ORP Burza, ORP Grom i ORP Błyskawica 30 sierpnia w ramach Planu Peking opuściły polskie porty i 1 września na Morzu Północnym weszły w podporządkowanie floty brytyjskiej. Od 4 września 1939 zostały przebazowane do bazy Harwich, skąd miały operować na Morzu Północnym w składzie 22 Flotylli Niszczycieli, a po jej rozwiązaniu w składzie 1 Flotylli, w której działały do kwietnia 1940 r. Od 6 września 1939 brały udział w licznych patrolach bojowych na morzach, eskortowaniu konwojów, stawianiu min itp.. Błyskawica dwukrotnie w listopadzie 1939 podejmowała z morza załogi zatopionych statków: japońskiego i angielskiego. 17 listopada dywizjon niszczycieli odwiedził premier Władysław Sikorski, podziękował marynarzom za służbę i podkreślił, że pokłady okrętów stanowią terytorium wolnej i niepodległej Polski. Błyskawica w grudniu 1939 osłaniała stawianie zagród minowych koło Borkum. W pierwszych dniach kwietnia Dywizjon Kontrtorpedowców, w którym działały polskie okręty, przeszedł w podporządkowanie Home Fleet. 7-8 IV 1940 niszczyciele: ORP Burza, ORP Grom i ORP Błyskawica dokonały wypadu na południowe wybrzeża Norwegii, operując w fiordzie Rombakken. 19 kwietnia 1940 Dywizjon Kontrtorpedowców został skierowany w rejon Narwiku na Morze Norweskie, skąd Niemcy transportowali szwedzką rudę. Po drodze Błyskawica była atakowana przez U-Boota, lecz torpeda chybiła. W działaniach pod Narwikiem brały udział statki pasażerskie: MS Chrobry, MS Batory i MS Sobieski.
ORP Orzeł po ucieczce z Tallinna 14 października zameldował się w angielskiej bazie Rosyth. Po remoncie wszedł w skład 2 Flotylli Okrętów Podwodnych z numerem taktycznym 85 A i rozpoczął patrole po angielskich wodach przybrzeżnych. 29 grudnia 1939 r. Orzeł wyszedł na pierwszy patrol na Morze Północne, jako eskorta konwoju do Bergen razem z 4 niszczycielami brytyjskimi. Do połowy marca 1940 okręt odbył cztery patrole na wodach norweskich. Na piąty patrol wyszedł 3 kwietnia na Morze Północne. 8 kwietnia Orzeł zatopił niemiecki transportowiec „Rio de Janeiro” przewożący żołnierzy do inwazji na Norwegię. „Rio de Janeiro” płynął bez bandery i przewoził 400 niemieckich żołnierzy. Norweska straż przybrzeżna uratowała ze storpedowanego statku 120 żołnierzy. 23 maja 1940 r. wyszedł na ostatni patrol na Morze Północne, z którego nie powrócił. Uznany za zaginiony 1 czerwca 1940 r.
4 maja 1940, w czasie patrolu w fiordzie Rombakken, ORP Grom, ostrzeliwujący most i linię kolejową, został zbombardowany z dużej wysokości (5000 m). 2 bomby trafiły w śródokręcie, powodując przełamanie okrętu. Okręt zatonął w ciągu trzech minut. Zginęło na nim 59 marynarzy, 159 marynarzy wyciągnął brytyjski okręt HMS „Resolution”, który przekazał rozbitków na pokład ORP Burza. W Narwiku została wmurowana tablica z napisem: „Pamięci polskich marynarzy niszczyciela ORP Grom, który w walce o wolność Norwegii i Polski został zatopiony w dniu 4 maja 1940”. 5 i 6 maja ORP Błyskawica w tym fiordzie zestrzeliła dwa niemieckie samoloty, unikając uderzeń 50 bomb niemieckich. Wojska ekspedycyjne wycofały się z Narwiku, a 10 maja Burza i Błyskawica odpłynęły do Anglii. Po kilkudniowym odpoczynku zostały skierowane w rejon Dunkierki.
24 maja 1940 ORP Burza brała udział w ostrzeliwaniu zmotoryzowanych kolumn Wehrmachtu maszerujących na lądzie. W czasie nalotu lotnictwa niemieckiego została ciężko uszkodzona przez bomby niemieckie. Załoga Burzy odparła ataki 15 samolotów niemieckich i zestrzeliła dwa z nich. Za boje z samolotami dwóch marynarzy ORP Burzy zostało odznaczonych: jeden Krzyżem Virtuti Militari, drugi Krzyżem Walecznych. Przy eskorcie kontrtorpedowca brytyjskiego Burza ruszyła do Dover. Wyremontowano ją i przezbrojono w Portsmouth.
26 maja 1940 dywizjon brał udział w Operacji Dynamo, gdzie ewakuował Brytyjski Korpus Ekspedycyjny i wojska francuskie z Dunkierki. Błyskawica śmiałym nocnym rajdem rozpoznawała przydatność portu w Dunkierce do ewakuacji, a następnie odholowała do Dover uszkodzony niszczyciel „Greyhound” z ok. 1000 żołnierzy na pokładzie i osłaniała kolejny okręt. Dwa dni później Błyskawica wyratowała 15 żołnierzy francuskich przewożonych na francuskim kontrtorpedowcu „Sirocco” uszkodzonym torpedą i zbombardowanym. Uszkodzona Błyskawica od 11 czerwca do 14 sierpnia stała w doku remontowym. W czasie remontu dwa razy odpierała naloty niemieckie, zestrzeliwując jeden samolot. Później walczyła przeciwko niemieckim bazom w Norwegii. Spod Dunkierki, na Batorym, Sobieskim, Lechistanie, Katowicach, Lewancie, Chorzowie, Korabiu I i Korabiu II, Delfinie I z 6 portów francuskich ewakuowano 7,5 tys. polskich żołnierzy i ok. 1000 cywili. SS Chorzów wywiózł z Bordeaux 83 skrzynie ze skarbami wawelskimi. Batory przewiózł 34 skrzynie ze skarbami wawelskimi. Gen. Sikorski wysoko ocenił działania polskich marynarzy w 1940 r. w notatce z września 1940 r. W okresie 1943–1945 ORP Błyskawica brała udział w operacjach morskich na Atlantyku i Morzu Północnym.
ORP Wilk skrycie przedostał się do Anglii. W okresie listopad 1939 – styczeń 1941 brał udział w działaniach na Morzu Północnym odbywając 9 patroli. Był kilka razy uszkodzony z broni pokładowej samolotów. 20 czerwca 1940 ORP Wilk staranował prawdopodobnie zanurzający się niemiecki okręt podwodny. 2 kwietnia 1942 wycofany do rezerwy. Pozostawał w bazie Harwich.
W operacji normandzkiej w czerwcu 1944 uczestniczyły polskie okręty: ORP Błyskawica, ORP Dragon, ORP Krakowiak, ORP Piorun, ORP Ślązak oraz 8 statków transportowych. Okręty w składzie 10 Flotylli zabezpieczały flotę inwazyjną przed atakami lotnictwa osłaniając prawe skrzydło operacji. 8 czerwca Błyskawica wraz z jednostkami alianckimi stoczyła potyczkę z niemieckimi kontrtorpedowcami koło wyspy Ouessant st. Ogień okrętu przyczynił się do zniszczenia niemieckiego „Z 32”, który osiadł na brzegu. ORP Dragon uszkodzony 18 czerwca odszedł do bazy w Portsmouth, wrócił do działań 7 lipca. 8 lipca został trafiony przez żywą torpedę. Zginęło 37 marynarzy, a 114 odniosło rany. Okręt odholowano i zatopiono jako falochron. 26 czerwca na pokład Błyskawicy przybył Naczelny Wódz gen. Kazimierz Sosnkowski. Pod koniec czerwca Błyskawica wraz z Piorunem prowadziła rejsy patrolowe wybrzeża francuskiego. Transportowała też broń dla francuskiego ruchu oporu.
Działania marynarzy polskich w konwojach i bitwach morskich na Morzu Północnym zostały upamiętnione na Grobie Nieznanego Żołnierza w Warszawie, napisem na jednej z tablic po 1990 r. – „MORZE PÓŁNOCNE 3 IX 1939 – 8 V 1945”.